# 雀鱼
雀鱼（学名：Lethotremus awae）为輻鰭魚綱鮋形目杜父魚亞目圆鳍鱼科雀鱼属的鱼类。分布于日本以及中国东海、黄海等海域，棲息深度0-20公尺，體長可達2公分，棲息在底層水域，生活習性不明。该物种的模式产地在东京湾。